# Calliactis reticulata
Calliactis reticulata is een zeeanemonensoort uit de familie Hormathiidae.
Calliactis reticulata is voor het eerst wetenschappelijk beschreven door Stephenson in 1918.